# Leinster
Leinster (irsk: Laighin) er en provins i Republikken Irland. Den består af grevskaberne Carlow, Dublin, Kildare, Kilkenny, Laois, Longford, Louth, Meath, Offaly, Westmeath, Wexford og Wicklow. 

## Byer
Den største by i Leinster er Dublin, Irlands hovedstad. Stordublin eller Greater Dublin Area (GDA) har en befolkning på 1.661.185 mennesker (pr. 2006). Nogle af de større byområder i GDA er Tallaght (64.282), Blanchardstown (60.000), Clondalkin (43.929) og Lucan (37.622). Byen Kilkenny (med omgivelser) har en befolkning på 23967 (pr. 2006).

### Andre større byer i Leinster
(tal fra 2006)
- Bray (26,985)
- Swords (37,806)
- Dundalk (29,538)
- Drogheda (37,601)
- Navan (26,938)
- Naas (21,715)
- Celbridge (14,790)
- Mullingar (18,529)
- Athlone (16,888)
- Wexford (18,590)
- Portlaoise (14,275)
- Tullamore (13,085)
- Newbridge (27,043)

Provinsens flag viser en gylden harpe mod en mørk grøn baggrund. Harpen er et gammelt irsk symbol, som blandt andet er blevet brugt på mønter siden middelalderen.

53°20′52″N 6°15′35″V / 53.347777777778°N 6.2597222222222°V